# Kościół Wniebowzięcia Najświętszej Maryi Panny w Przecławiu
Kościół pw. Wniebowzięcia Najświętszej Maryi Panny – neogotycki kościół parafialny w Przecławiu, zbudowany w 1881 roku.

## Historia

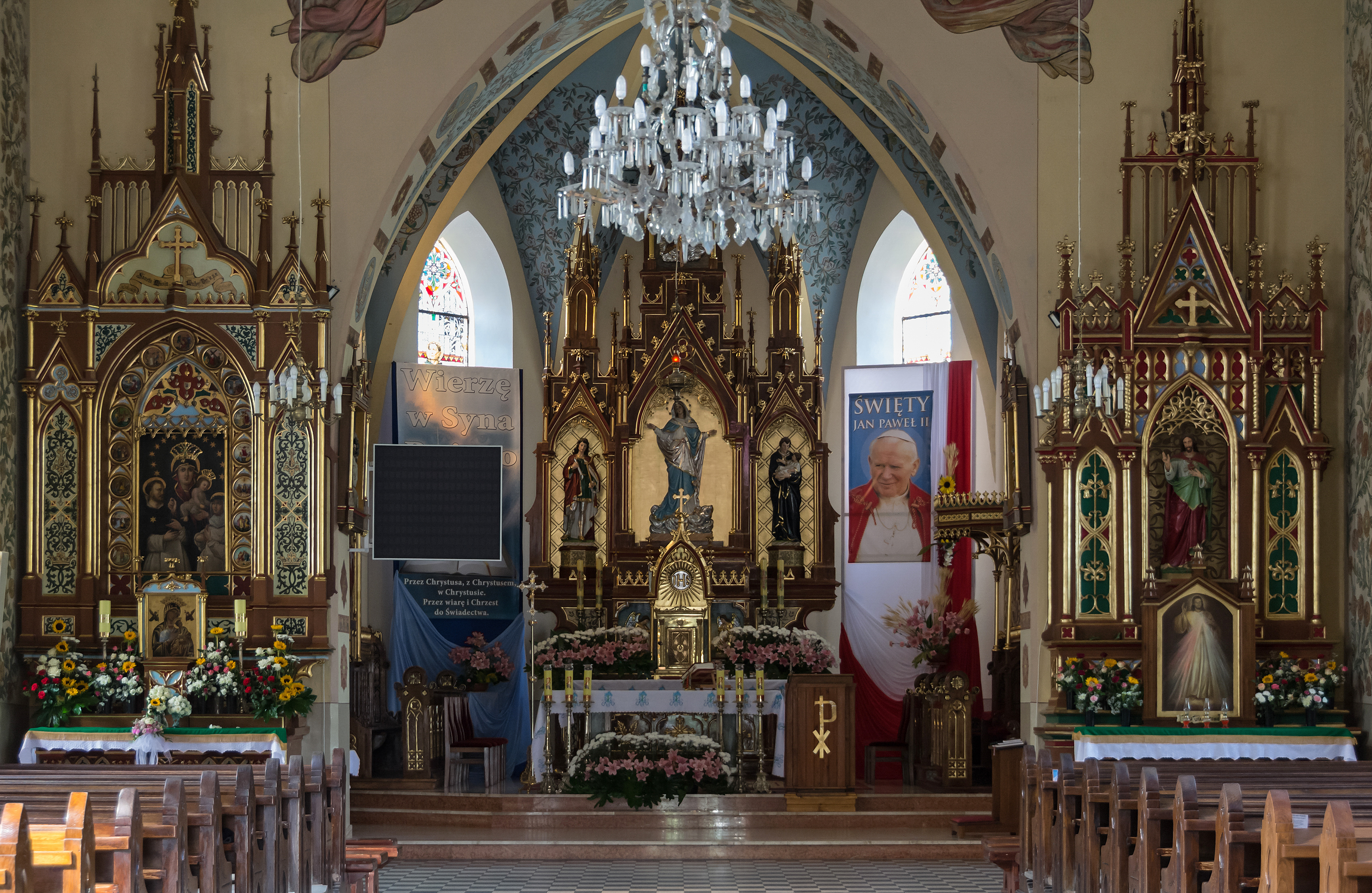
Wnętrze kościoła

Kościół powstał, jako kolejny w parafii o historii sięgającej końca XII wieku, na miejscu poprzedniego, zagrożonego katastrofą budowlaną. Fundatorem budowli był ówczesny właściciel Przecławia, hrabia Stanisław Rey. Konsekrował ją w 1886 roku biskup tarnowski Ignacy Łobos.

## Architektura i wnętrze

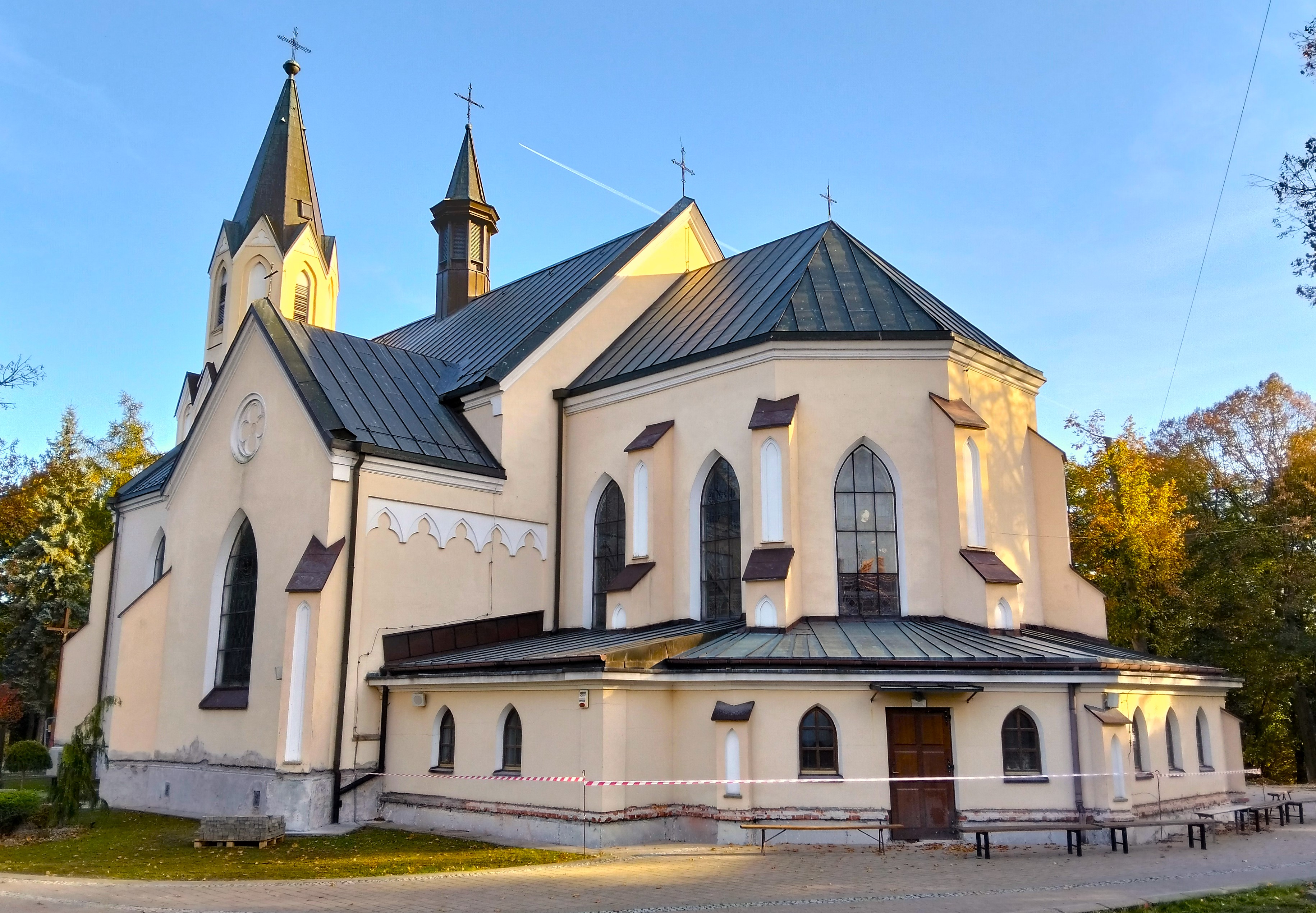
Widok od prezbiterium

Kościół w Przecławiu jest jednonawową świątynią zbudowaną na planie krzyża łacińskiego, z bocznymi kaplicami o charakterze transeptu. Do fasady przylega czworoboczna wieża, przechodząca w górnej kondygnacji w ośmioboczną, nakryta ostrosłupowym hełmem. Przyziemie wieży mieści kruchtę, do której prowadzi neogotycki portal. Powyżej znajduje się rozeta z mozaiką przedstawiającą Matkę Boską. Korpus kościoła wzmocniony jest przyporami.
Większość wyposażenia wnętrza wykonana jest w stylu neogotyckim i pochodzi z warsztatów tyrolskich. Ze starszych sprzętów pozostały w kościele późnobarokowy krucyfiks z XVIII wieku w jednym z ołtarzy bocznych oraz renesansowe, odlane z brązu epitafium trzech kobiet: Anny Czyżowskiej (żony Mikołaja Koniecpolskiego), jej córki Katarzyny i synowej Anny z Ligęzów, fundowane w 1584 roku przez męża tej ostatniej, Andrzeja Koniecpolskiego. W jednym z ołtarzy bocznych wprawiony jest otoczony lokalnym kultem obraz Matki Bożej Różańcowej z początku XVII wieku, malowany na desce. W kościele znajduję się pięć ołtarzy neogotyckich oraz dwa konfesjonały neogotyckie i stacje Drogi Krzyżowej z końca XIX w. Witraże w oknach figuralne, neogotyckie pochodzą z 1. poł. XX w., zostały wykonane w zakładzie witraży Jana Kuciaka w Krakowie. W kościele znajdują się organy 22-głosowe z roku 1957 wykonane przez Wacława Biernackiego z Krakowa.
Wnętrza prezbiterium i kaplic przykryte są sklepieniami krzyżowo-żebrowymi, wnętrze nawy zwykłym stropem płaskim. Nawiązującą do stylu secesji polichromię ornamentalną i figuralną malował w 1961 roku tarnowski artysta Stanisław Westwalewicz.
W roku 2025 kościół został poświęcony przez bpa tarnowskiego Andrzeja Jeża po gruntownej konserwacji i renowacji. W tym czasie została poświęcona m.in. nowa ambona i konsekrowany nowy ołtarz soborowy w którym zostały umieszczone relikwie błogosławionej Rodziny Ulmów. 